# El-Mahalla El-Kubra
El-Mahalla El-Kubra (en árabe, المحلة الكبرى) es la ciudad con mayor población de la gobernación (muhafazah o provincia) Occidental de Egipto.
Se encuentra situada a 60 km al norte de El Cairo en la delta del Nilo y dispone de agricultura pero es más conocida por su industria textil, en ella se encuentra la factoría de Misr Spinning & Weaving Company que dispone de unos 27.000 trabajadores y tiene su sede en la calle de Talaat Harb.
Tiene un equipo de fútbol fundado en 1936 por los trabajadores de las fábricas que se llama Ghazl El Mahallah y que ha sido finalista en la Copa de África de club y del campeonato de liga y copa de Egipto.

## Clima
El-Mahalla El-Kubra tiene un clima desértico cálido (clasificación climática de Köppen BWh).
| Parámetros climáticos promedio de El-Mahalla El-Kubra | Parámetros climáticos promedio de El-Mahalla El-Kubra | Parámetros climáticos promedio de El-Mahalla El-Kubra | Parámetros climáticos promedio de El-Mahalla El-Kubra | Parámetros climáticos promedio de El-Mahalla El-Kubra | Parámetros climáticos promedio de El-Mahalla El-Kubra | Parámetros climáticos promedio de El-Mahalla El-Kubra | Parámetros climáticos promedio de El-Mahalla El-Kubra | Parámetros climáticos promedio de El-Mahalla El-Kubra | Parámetros climáticos promedio de El-Mahalla El-Kubra | Parámetros climáticos promedio de El-Mahalla El-Kubra | Parámetros climáticos promedio de El-Mahalla El-Kubra | Parámetros climáticos promedio de El-Mahalla El-Kubra | Parámetros climáticos promedio de El-Mahalla El-Kubra |
| Mes                                                   | Ene.                                                  | Feb.                                                  | Mar.                                                  | Abr.                                                  | May.                                                  | Jun.                                                  | Jul.                                                  | Ago.                                                  | Sep.                                                  | Oct.                                                  | Nov.                                                  | Dic.                                                  | Anual                                                 |
| ----------------------------------------------------- | ----------------------------------------------------- | ----------------------------------------------------- | ----------------------------------------------------- | ----------------------------------------------------- | ----------------------------------------------------- | ----------------------------------------------------- | ----------------------------------------------------- | ----------------------------------------------------- | ----------------------------------------------------- | ----------------------------------------------------- | ----------------------------------------------------- | ----------------------------------------------------- | ----------------------------------------------------- |
| Temp. máx. media (°C)                                 | 18.6                                                  | 19.6                                                  | 22.4                                                  | 26.4                                                  | 31.2                                                  | 32.8                                                  | 33.5                                                  | 33.6                                                  | 31.8                                                  | 28.9                                                  | 24.8                                                  | 20.4                                                  | 27                                                    |
| Temp. media (°C)                                      | 12.1                                                  | 12.8                                                  | 15.3                                                  | 18.7                                                  | 22.8                                                  | 25.2                                                  | 26.6                                                  | 26.5                                                  | 24.7                                                  | 22.2                                                  | 18.9                                                  | 14.2                                                  | 20                                                    |
| Temp. mín. media (°C)                                 | 5.6                                                   | 6.0                                                   | 8.2                                                   | 11.0                                                  | 14.5                                                  | 17.7                                                  | 19.7                                                  | 19.4                                                  | 17.6                                                  | 15.6                                                  | 13.0                                                  | 8.0                                                   | 13                                                    |
| Precipitación total (mm)                              | 14                                                    | 10                                                    | 7                                                     | 4                                                     | 3                                                     | 0                                                     | 0                                                     | 0                                                     | 0                                                     | 3                                                     | 7                                                     | 12                                                    | 60                                                    |
| Fuente: climate-data.org                              |                                                       |                                                       |                                                       |                                                       |                                                       |                                                       |                                                       |                                                       |                                                       |                                                       |                                                       |                                                       |                                                       |